# Ian Twitchin
Ian Robert Twitchin (* 22. Januar 1952 in Teignmouth; † 3. Dezember 2017 ebenda) war ein englischer Fußballspieler, der zwischen 1970 und 1981 436 Pflichtspiele (17 Tore) für Torquay United bestritt. 

## Karriere
Twitchin wurde als Jugendlicher von Don Mills bei einem Kleinfeldturnier in Dawlish entdeckt und dem lokalen Profiklub Torquay United empfohlen. Twitchin, selbst Anhänger dieses Vereins, wurde in die Jugendabteilung aufgenommen und brachte es in der Folge bis zum englischen Juniorennationalspieler. Im Januar 1970 erhielt er gerade 17-jährig unter Trainer Allan Brown seinen ersten Profivertrag und kam zum Saisonende hin in den sportlich bedeutungslosen Third-Division-Spielen gegen die Tranmere Rovers und die Doncaster Rovers erstmals im Profiteam zum Einsatz. In der folgenden Saison 1970/71 brachte er es bereits auf 21 Einsätze und erzielte bei einem 2:1-Heimsieg gegen den FC Bury sein erstes Profitor. In der Saison 1971/72 etablierte er sich endgültig als Stammspieler, der Verein musste allerdings am Saisonende als Vorletzter den Gang in die Fourth Division antreten. 
Twitchin ragte die folgenden neun Viertligaspielzeiten mit seiner Kondition und seinem Trainingsfleiß heraus, auf dem Platz bestach er mit beständigen Leistungen, seiner schnörkellosen Spielweise und seiner variablen Einsetzbarkeit sowohl in der Abwehr als auch im Mittelfeld. Bis 1981 gehörte Twitchin fast durchgehend zum Stammpersonal von Torquay – unabhängig davon ob der Trainer Jack Edwards, Malcolm Musgrove oder Mike Green hieß – und bestritt neben 401 Ligaspielen auch 35 Einsätze im FA Cup und League Cup. Sportlich war die Zeit eher ereignislos. Im FA Cup schaffte es der Klub nie über die dritte Hauptrunde hinaus und auch im League Cup war spätestens in der dritten Runde Schluss. In der Liga befand man sich in einigen Spielzeiten zwar zeitweise in der Nähe der Aufstiegsplätze, letztlich endete aber jede Saison mit einer Mittelfeldplatzierung zwischen Rang 9 und 18. Auch die 1977 von Green initiierte „Green Revolution“, bei der binnen 18 Monaten nahezu der gesamte Kader erneuert wurde, überstand Twitchin und wurde 1977/78 vereinsintern als Spieler des Jahres ausgezeichnet. Nach der Saison 1980/81 wurde sein Vertrag nicht mehr erneuert und Twitchin ließ seine Laufbahn im lokalen Non-League football beim FC Minehead in der Southern League, als Spielertrainer bei Newton Abbot Spurs und schließlich bei seinem Heimatverein Teignmouth ausklingen. Im August 1983 wurde ihm ein Abschiedsspiel zuteil, in dem Torquay die Erstligamannschaft von Aston Villa mit 2:1 besiegte.
Twitchin blieb in Teignmouth wohnhaft und war treuer Anhänger seines lokalen Klubs Teignmouth. Er starb 65-jährig im Dezember 2017 und hinterließ eine Ehefrau sowie vier Kinder. Im folgenden Heimspiel von Torquay gegen den FC Gateshead wurde ihm mit einer Applausminute gedacht.